# Carlos Santana
Carlos Santana (født 20. juli 1947 i Autlán de Navarro) er en mexicansk rock-guitarist, som blev kendt i 1960'erne med sit band Santana.
Carlos Santanas far var mariachi-violinist, og den unge Carlos lærte først at spille violin, men skiftede til guitar, da han var otte år gammel. Da familien flyttede Tijuana, begyndte Santana at spille i klubber og barer; han blev i Tijuana, da familien flyttede til San Francisco i USA, men fulgte snart selv efter. I 1966 var han med til at grundlægge Santana Blues Band, hvis navn med tiden blev forkortet til Santana. Bandet begyndte at spille i Fillmore West, hvor mange store San Francisco-bands startede. Santanas pladedebut var på The Live Adventures of Mike Bloomfield and Al Kooper med Al Kooper og Mike Bloomfield. 
Santana fik hurtigt en pladekontrakt med Columbia Records og udgav albummet Santana; gruppen bestod på dette tidspunkt af Carlos Santana (guitar), Gregg Rolie (keyboard og sang), David Brown (basguitar), Michael Shrieve (trommer), Jose Areas (slagtøj) og Michael Carabello (slagtøj). På turneen, der fulgte pladeudgivelsen, spillede bandet på Woodstockfestivalen, hvor en legendarisk optræden øgede deres popularitet voldsomt. Efter de tre pladesuccesser Santana, Abraxas (1970) og Santana III (1971) blev gruppen opløst. Rolie var siden med til at starte Journey.
Carlos Santana fortsatte med at bruge sit og gruppens navn, mens han spillede med en række skiftende musikere under en fortsat koncertturne i USA og under flere pladeudgivelser. I denne periode tog Carlos navnet "Devadip", som den spirituelle leder Sri Chinmoy havde givet ham. 
Mange album blev udgivet i 1970'erne, blandt andet i samarbejde med Willie Nelson, Herbie Hancock, Booker T. Jones, Wayne Shorter, Ron Carter og Fabulous Thunderbirds.
Carlos Santana vendte tilbage til rampelyset i 1999 med udgivelsen af Supernatural, der indeholdt sange med blandt andre Rob Thomas, Eric Clapton, Everlast, Eagle-Eye Cherry, Maná og Lauryn Hill, et album, der vandt ni Grammy'er.